# HMS King George V (41)
HMS King George V byla britská bitevní loď, první z pěti lodí stejnojmenné třídy, které do služby vstupovaly na počátku druhé světové války.
King George V v průběhu druhé světové války operoval ve všech třech hlavních námořních bojištích války, tady v Atlantiku, Středozemním moři a v Tichém oceánu. Také byla součástí jak Home Fleet, tak Pacific Fleet.
King George V se společně s bitevní lodí HMS Rodney 27. května 1941 výrazně podílel na potopení německé bitevní lodi Bismarck.
1. května 1942 King George V potopil torpédoborec HMS Punjabi při společném doprovodu Konvoje PQ 15 který spojenci poslali z Islandu do Sovětského svazu, jako materiální pomoc. Během této plavby se obě lodě při plutí ve formaci srazili a to z důvodu manévru HMS Punjabi, kterým se loď měla vyhnout mině která byla nahlášena před přídí. Kvůli nízké viditelnosti z důvodu mlhy vplula před bitevní loď King George V, která torpédoborec při srážce roztrhla na dva kusy.
King George V se účastnil Operace „Husky" (spojenecké vylodění na Sicílii), přesněji Operace "Fracture", jejímž cílem bylo zmást OKW a přesvědčit je, že vylodění na sicílii je pouze první z mnoha vylodění ve středozemním moři, které budou následovat vylodění na Sardinii Korsice a na jižním Balkánu. Německo poté skutečně poslalo značnou sílu na obranu balkánu a rozdělilo své síly jak na Sardinii, tak i na Korsice a poslali je na pevninskou část Itálie. Součástí operace bylo ostřelování ostrova Levanzo a přístavu Trapani. Bitevní loď byla doprovázena křižníky a také pěchotou schopnou ostrov obsadit.
Také doprovázel část kapitulované Italské flotily, ke které patřili bitevní lodě Andrea Doria a Duilio, na Maltu. V roce 1945 byl v Pacifiku součástí operací proti Japonsku.
Loď v pořádku přečkala válku a dne 4. prosince 1949 byla převedena do rezervy. V roce 1957 byla prodána k sešrotování.

## Design

### Obecné údaje
King George V byl postaven konglomerátem Vickers-Armstrong ve Walker Naval Yard, ve městě Newcastle upon Tyne. Stavba byla zahájena 1. ledna 1937, na vodu byla spuštěna 21. února 1939 a do služby byla uvedena 11. listopadu 1940. Celková délka lodi byla 227 m a šířku 31,39 m. Měla výtlak 38 031 tun při běžném naložení a 42 237 tun při plném. Po přezbrojení v roce 1944 měla výtlak při běžném použití 39 100 tun a při plném 44 460 tun. Zvládla nést až 3 918 tun topného oleje, 192 tun nafty, 256 tun rezervní napájecí vody a 444 tun pitné vody. V závislosti na rychlosti měla loď dosah 7 400 km při 25 uzlech (46 km/h), 18 980 km při 15 uzlech (28 km/h) a 26 700 km při 10 uzlech (19 km/h). Spotřeba paliva však v praxi byla mnohem větší a při 16 uzlech (30 km/h) byl dosah ve skutečnosti okolo 11 700 km s pěti procentní rezervou. Protože byl během designování přísnými limitacemi Washingtonské konference maximální výtlak stanoven na 35 000 tun a proto nestačil pro válečné potřeby a byl v roce 1944 zvýšen. To mělo za následek veliké snížení volného místa na palubě a k zhoršení plavbyschopnosti lodi. Největší problém to způsobilo na už tak dost nízké přídi. Kvůli nedostatku vztlaku se příď jednoduše zabořila do dna i v mírných mořích, hlubokých 2,5 až 4 metry. Voda se také často přes příď přehrnula, a polila přední dvě věže. Na rozbouřeném moři mohla být věž 'A' zaplavena i s lidmi a technikou uvnitř.

### Pohon
King George V byl vybaven osmi bojlery typu Admiralty. Tato konfigurace byla o něco konvenčnější než předchozí třída Nelson, která měla kotelny umístěny vedle sebe a každá dvojice byla spojena s turbínovou místností za nimi. Celková topná plocha kotelen byla 7 259,8 m². 416tunový bojler produkoval na hřídele více než 100 000 koňských sil (75 000 kW) díky čemuž dokázala loď plout až rychlostí 28 uzlů (52 km/h). Osm bojlerů šetřilo jak palivem, tak místem, oproti dvaceti čtyřem bojlerům v bitevním křižníku HMS Hood. Méně větších bojlerů snížilo váhu potřebnou na dodání jednotky tepla, stejně jako zvýšilo efektivitu a snížilo spotřeba paliva na jednotku topné plochy. To udělalo z King George V nejrychlejší bitevní loď v britské flotile. Pořád byla ale pomalejší, než nové německé, francouzské a italské lodě, nebo bitevní křižníky HMS Hood, Repulse a Renown.
King George V měl čtyři páry převodových turbín od Parsons Marine Steam Turbine Company. Dvě hlavní turbíny byly zapojeny sériově a poháněly hřídel dvojitého šikmého ozubeného kola. Při běžné zátěži se očekávala rychlost 28,5 uzlů (53 km/h) a při plné 27,5 uzlů (51 km/h) při normálním výkonu. Při přetěžování byly rychlosti 29,25 (54 km/h) a 28,25 (52 km/h) uzlů. Turbína byla pomalého typu (2257 ot/min). Otáčky byly poté sníženy ozubeným kolem na 256 ot/min na hřídeli vrtule.